# Ace Ventura Jr.: Pet Detective
Ace Ventura Jr: Pet Detective (também conhecido como Ace Ventura Jr. e Ace Ventura 3; bra: O Filho do Ace Ventura) é um telefilme estadunidense de 2009 do gênero comédia, dirigido por David M. Evans. É a sequência lançada diretamente em vídeo dos filmes Ace Ventura: Pet Detective e Ace Ventura: When Nature Calls, apesar de Jim Carrey não protagonizar o filme e  Steve Oedekerk não estar envolvido no projeto. O filme começou a ser produzido em Orlando, na Flórida, a partir de 17 de setembro de 2007.

## Elenco
- Josh Flitter como Ace Ventura Jr.
- Emma Lockhart como Laura
- Austin Rogers como Arnold Plushinsky/A-Plus
- Art LaFleur como Russell Hollander
- Reed Alexander como Quenton Pennington, Jr.
- William Haze como Magician
- Cullen Douglas como Dr. Sickinger
- Ann Cusack como Melissa Robinson Ventura
- Ralph Waite como Rex Ventura
- Jesse Kozel como Neighbor
- Brian Patrick Clarke como Mr. Pennington